# Arnor Angeli
Arnor Angeli (* 25. Februar 1991 in Brüssel) ist ein belgischer ehemaliger Fußballspieler.

## Verein
Angeli begann seine Karriere in der Jugendmannschaft des RSC Anderlecht. 2006 wechselte er zum FC Brüssel, dessen Jugendabteilung blieb er zwei Jahre treu. Danach ging es weiter zu Standard Lüttich, wo er 2009 in die erste Mannschaft geholt wurde. Sein Debüt in der höchsten belgischen Spielklasse gab der zentrale Mittelfeldspieler am 29. September 2009 gegen KV Kortrijk. Er wurde in der Nachspielzeit der 2. Halbzeit für Wilfried Dalmat eingewechselt. Sein Debüt krönte er mit dem Treffer zum 2:0-Endstand in Kortrijk. In dieser Saison wurde er weitere sieben Mal eingesetzt. Der Verein wurde in der Endtabelle Achter.
Weiters kam er am 4. November 2009 in der UEFA Champions League zum Einsatz. Gegen den Vertreter aus Griechenland Olympiakos Piräus wurde er in der 90. Minute für Milan Jovanović eingewechselt. Das Spiel wurde 2:0 gewonnen.
Im Sommer 2011 wurde Angeli an Beerschot AC ausgeliehen. Er kam in der Saison 2011/12 nur unregelmäßig zum Einsatz. Er kehrte im Sommer 2012 nach Lüttich zurück und wurde zu RAEC Mons transferiert. Dort kam er meist als Einwechselspieler zum Zuge. Im Sommer 2014 verließ er den Klub wieder und schloss sich dem italienischen Zweitligisten AS Avellino an. Dort kam er in der zweiten Hälfte der Spielzeit 2014/15 kaum noch zum Einsatz. Sein Vertrag wurde nicht verlängert und er war ein halbes Jahr ohne Engagement, ehe er im Februar 2016 bei Verbroedering Dender in der 3. Division in Belgien anheuerte. Seit Sommer 2016 spielte er dann für den Amateurverein FC Lebbeke. Doch schon ein Jahr später schloss er sich dem Royal Léopold Uccle FC an.

## Nationalmannschaft
Für Belgien spielte Angeli von der U-17 bis zur U-21-Auswahl in 24 Länderspielen und konnte dabei vier Tore erzielen.

## Erfolge
- Belgischer Pokalsieger: 2011